# 10263 Vadimsimona
A 10263 Vadimsimona (ideiglenes jelöléssel 1976 SE5) a Naprendszer kisbolygóövében található aszteroida. Nyikolaj Sztyepanovics Csernih fedezte fel 1976. szeptember 24-én.